# 赵源治
赵源治（？—？），四川西充人，是一名清朝政治人物。拔贡出身。
赵源治曾于1782年接替陈率祖任嘉定县知县一职，1784年由葛建初接任。此外他還擔任過江陰縣知縣。